# 河嘴乡
河嘴乡，是中华人民共和国重庆市石柱土家族自治县下辖的一个乡镇级行政单位。

## 行政区划
河嘴乡下辖以下地区：
旗峰村、长沟村、同心村、银杏堂村、双风村、联盟村和富民村。